# Čelechovice (Stochov)
Čelechovice jsou vesnice a část města Stochov v okrese Kladno ve Středočeském kraji.

## Historie

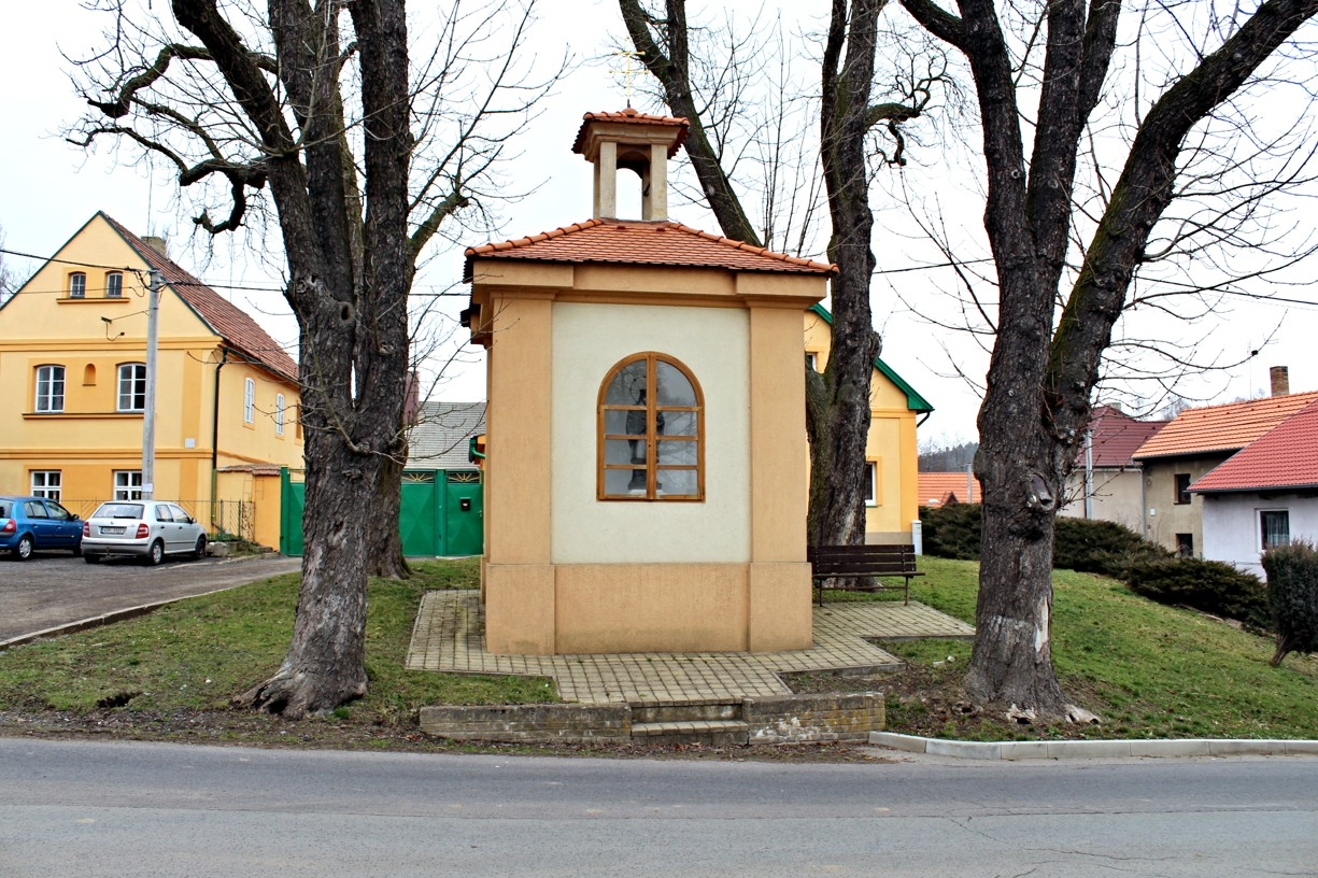
Kaplička

Nejstarší stopy osídlení v Čelechovicích byly odkryty při záchranném archeologickém výzkumu v letech 2009–2010 mezi domy čp. 35 a 44. Výzkum zde zachytil pozůstatky sídliště datovaného do druhé třetiny 12. století. Ještě starší, přibližně z 11. století, bylo pohřebiště odkryté v letech 1917–1921 v těsném sousedství při stavbě domu čp. 60.
První písemná zmínka o Čelechovicích pochází z roku 1358, kdy ve vsi sídlil vladyka Ješek Ročovec. K roku 1454 je písemně doložena zdejší tvrz, která časem zanikla. Od konce 16. století patřila část vesnice k panství Mšec a část k panství Smečno. Majitelem byl, např. rod Štuků z Pytkovic, Martiniců, Štampachů, Fürstenberků aj.
V obci Čelechovice (405 obyvatel, samostatná obec se později stala součástí Stochova) byly v roce 1932 evidovány tyto živnosti a obchody: cihelna, družstvo pro rozvod elektrické energie v Čelechovicích, dva hostince, kovář, mlýn, dva řezníci, dva obchody se smíšeným zbožím, stavební podnikatelství, zámečník.

## Přírodní poměry
Vesnice stojí na pravém břehu potoka Loděnice v nadmořské výšce okolo 400 metrů. Přibližně podél západního, severního a východního okraje vsi vede hranice přírodního parku Džbán.

## Obyvatelstvo
Největší počet obyvatel měla vesnice v době druhé světové války, kdy se zde ubytovala řada uprchlíků ze Sudet.
| Rok            | 1869 | 1880 | 1890 | 1900 | 1910 | 1921 | 1930 | 1950 | 1961 | 1970 | 1980 | 1991 | 2001 | 2011 | 2021 |
| -------------- | ---- | ---- | ---- | ---- | ---- | ---- | ---- | ---- | ---- | ---- | ---- | ---- | ---- | ---- | ---- |
| Počet obyvatel | 340  | 319  | 298  | 343  | 354  | 335  | 406  | 312  | 301  | 286  | 369  | 321  | 325  | 329  | 365  |
| Počet domů     | 51   | 55   | 56   | 58   | 58   | 64   | 77   | 82   | 83   | 78   | 91   | 96   | 102  | 102  | 116  |

## Obecní správa
Při sčítání lidu v letech 1850–1985 Čelechovice byly samostatnou obcí, se kterým patřily nejprve do okresu Slaný, ale v roce 1950 v okrese Nové Strašecí a od roku 1960 v okrese Kladno. Od 1. ledna 1986 jsou částí města Stochov v okrese Kladno.

## Pamětihodnosti
- Kaplička na návsi se zvoničkou a sochou svatého Jana Nepomuckého z první poloviny 19. století
- Krucifix při čp. 36